# Unga mammor
Unga mammor är en svensk Kristallennominerad TV-serie, likt 16 and pregnant och Unga föräldrar, som 2019 har gått i fem säsonger på både TV3 och Viafree sedan 2017. I serien får man följa olika unga kvinnor och deras vardag som unga mödrar.
Sjätte säsongen av Unga mammor började sändas i januari 2020.

## Medverkande mammor

### Säsong 1
- Julia Bergman
- Lina Lundmark
- Madde Stigberg
- Natalie Eklind (född Grip)

### Säsong 2
- Julia Bergman
- Julia Mindell
- Lina Lundmark
- Lovejoy Bäcklund
- Natalie Eklind (född Grip)

### Säsong 3
- Fayme Elmén
- Julia Bergman
- Linn Andersson
- Natalie Eklind (född Grip)

### Säsong 4
- Julia Bergman
- Linn Andersson
- Natalie Eklind (född Grip)
- Nicole Elizabeths
- Sophie Bernadotte Andersen

### Säsong 5
- Ellinor Bjurström
- Fayme Elmén
- Luma Alalawi
- Natalie Eklind (född Grip)
- Niffi Sjöberg
- Sonia Kamikazi

### Säsong 6
- Ellinor Bjurström
- Fayme Elmén
- Izabell Soldati
- Luma Alalawi
- Natalie Eklind (född Grip)
- Sonia Kamikazi